# Ougrée
Ougrée (valonsky: Ougrêye) je město ve Valonsku a obvod obce Seraing, které se nachází v provincii Lutych v Belgii.
Před sloučením obcí v roce 1977 to byla samostatná obec. Narodily se zde olympijské plavkyně Béatrice Mottoulleová a Chantal Grimardová a také belgický fotbalový brankář Michel Preud'homme nebo spisovatel Franz Weyergans.